# 4-я пушечная артиллерийская бригада
4-я пушечная артиллерийская бригада, она же может называться 4-я тяжелая пушечная артиллерийская бригада в том числе с добавлением аббревиатур «РГК» или «РВГК» — воинское соединение вооружённых сил СССР в Великой Отечественной войне.

## История
Бригада сформирована 3 октября 1943 года в составе соединений и частей фронтового подчинения РГК, на базе 447-го Краснознаменного Рославльского пушечного артиллерийского полка.
В составе действующей армии:
- с 3 октября 1943 года по 2 апреля 1944 года
- с 23 июня 1944 года по 9 мая 1945 года.

До лета 1944 года входила в состав 6-й гвардейской пушечной артиллерийской дивизии. С лета 1944 года находилась в составе 6-й гвардейской армии.
В 1944-1945 гг бригада в составе 6-й гвардейской армии участвовала в освобождении восточных районов Белоруссии и Литвы - форсировала Западную Двину между Витебском и Полоцком, продолжая наступление по левому берегу, освобождая Браславщину, выходя на границу Литвы и Латвии, и позже в освобождении юго-восточных районов Латвии. В дальнейшем 4-я пушечная артиллерийская бригада участвовала в наступлении в Прибалтике, блокировании группировки противника на Курляндском полуострове и боях против неё в составе 1-го и после 2-го Прибалтийских и Ленинградского фронтов.

## Полное наименование
- 4-я пушечная артиллерийская Рославльская Краснознамённая ордена Суворова бригада

## Подчинение
| Дата                    | Фронт (округ)           | Армия                 | Корпус | Дивизия   | Примечания                                              |
| ----------------------- | ----------------------- | --------------------- | ------ | --------- | ------------------------------------------------------- |
| 01.11 — 01.12 1943      | Западный фронт          | -                     | -      | 6 гв. пад | РГК в составе соединений и частей фронтового подчинения |
| 01.01.1944              | Западный фронт          | 33-я армия            | -      | 6 гв. пад | -                                                       |
| 01.02.1944              | Западный фронт          | 5-я армия             | -      | 6 гв. пад | -                                                       |
| 01.03 −01.04 1944       | Западный фронт          | -                     | -      | 6 гв. пад | РГК в составе соединений и частей фронтового подчинения |
| 01.05 — 01.06 1944      | Орловский военный округ | -                     | -      | 6 гв. пад | -                                                       |
| 01.07.1944 — 01.02.1945 | 1-й Прибалтийский фронт | 6-я гвардейская армия | -      | -         | -                                                       |
| 01.03.1945              | 2-й Прибалтийский фронт | 6-я гвардейская армия | -      | -         | -                                                       |
| 01.04 — 01.05 1945      | Ленинградский фронт     | 6-я гвардейская армия | -      | -         | Курляндская группа войск                                |

## Командиры
- Чвыков Иван Фомич, полковник

## Награды и наименования
| Награда (наименование)               | Дата                                                               | За что получена |
| ------------------------------------ | ------------------------------------------------------------------ | --- |
| Орден Красного Знамени               | Указ Президиума Верховного Совета СССР от 19 июня 1943 года        | За образцовое выполнение боевых заданий командования на фронте борьбы с немецкими захватчиками и проявленные при этом доблесть и мужество (по преемственности от 447-го пушечного артиллерийского полка) |
| Почётное наименование «Рославльская» | Приказ Верховного Главнокомандующего № 25 от 25 сентября 1943 года | за освобождение городов Смоленск и Рославль (по преемственности от 447-го пушечного артиллерийского полка)                                                                                               |
| Орден Суворова 2 степени             | Указ Президиума Верховного Совета СССР от 31 октября 1944 года     | За образцовое выполнение заданий командования в боях с немецкими захватчиками при прорыве обороны противника северо-западнее и юго-западнее Шауляй (Шавли) н проявленные при этом доблесть и мужество    |

8 октября 1944 года артиллеристы полковника Чвыкова И. Ф. были отмечены в Приказе Верховного Главнокомандующего № 193.

Выдержка из Приказа Верховного Главнокомандующего № 193:
Войска 1-го Прибалтийского фронта при содействии войск 3-го Белорусского фронта, перейдя в наступление из района северо-западнее и юго-западнее Шяуляй (Шавли), прорвали сильно укрепленную оборону противника и за четыре дня наступательных боев продвинулись вперед до 100 километров, расширив прорыв до 280 километров по фронту.
В ходе наступления войска фронта овладели важными опорными пунктами обороны немцев Телыпай, Плунгяны, Мажейкяй, Тришкяй, Тиркшляй, Седа, Ворни, Кельмы, а также с боями заняли более 2000 других населенных пунктов, в числе которых Папиле, Пиевенай, Неваренай, Неримдайчай, Раудена, Куршенай, Куртовяны, Шавкяны, Витсодзи, Лукники, Янополь, Жораны, Медынгяны, Тверы, Повандени, Юзефов, Ужвенты, Колтыняны, Крожи, Савдыники, Иозефово, Стульги, Баргайли, Немокшты, Ретово, Илакяй, Дервяны, Ковнатово, Жемале, Вешвяны, Леплавки, Эйгирджяй, Элки, Эржвилки, Воджгиры. В боях при прорыве обороны противника отличились … , полковника Чвыкова, …

В ознаменование одержанной победы соединения и части, наиболее отличившиеся в боях при прорыве обороны противника, представить к награждению орденами.

Сегодня, 8 октября, в 22 часа 30 минут столица нашей Родины Москва от имени Родины салютует доблестным войскам 1-го Прибалтийского фронта, прорвавшим оборону немцев, двадцатью артиллерийскими залпами из двухсот двадцати четырех орудий.

За отличные боевые действия объявляю благодарность руководимым Вами войскам, участвовавшим в боях при прорыве обороны противника.

Вечная слава героям, павшим в боях за свободу и независимость нашей Родины!

Смерть немецким захватчикам!

Верховный Главнокомандующий

Маршал Советского Союза
 
И. СТАЛИН

8 октября 1944 года № 193